# لغات أمريكا الجنوبية

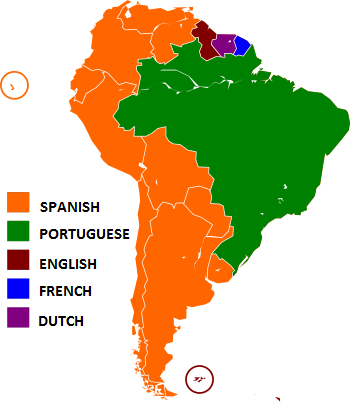
اللغات الأوروبية الرئيسية المستخدمة في أمريكا الجنوبية.

يمكن تقسيم لغات أمريكا الجنوبية إلى ثلاث مجموعات عريضة:
- لغات (في معظم الحالات، السابقة) القوى الاستعمارية
- العديد من لغات السكان الأصليين، وبعضها رسمي إلى جانب اللغات الاستعمارية
- وجيوب مختلفة من اللغات الأخرى التي يتحدث بها السكان المهاجرون

## اللغات الرئيسية
البرتغالية هي اللغة الأكثر استخدامًا في أمريكا الجنوبية  بهامش ضئيل. الإسبانية، مع عدد من المتحدثين أقل قليلاً من البرتغالية، هي ثاني أكثر اللغات تحدثًا في القارة.
اللغات الرسمية ولغات الأغلبية الأخرى في بلدان محددة هي:
- الهولندية في سورينام
- الإنجليزية في غيانا وجزر فوكلاند (الإسبانية: Islas Malvinas) وجورجيا الجنوبية وجزر ساندويتش الجنوبية
- الفرنسية في غيانا الفرنسية، إحدى مقاطعات فرنسا الخارجية.

## لغات السكان الأصليين

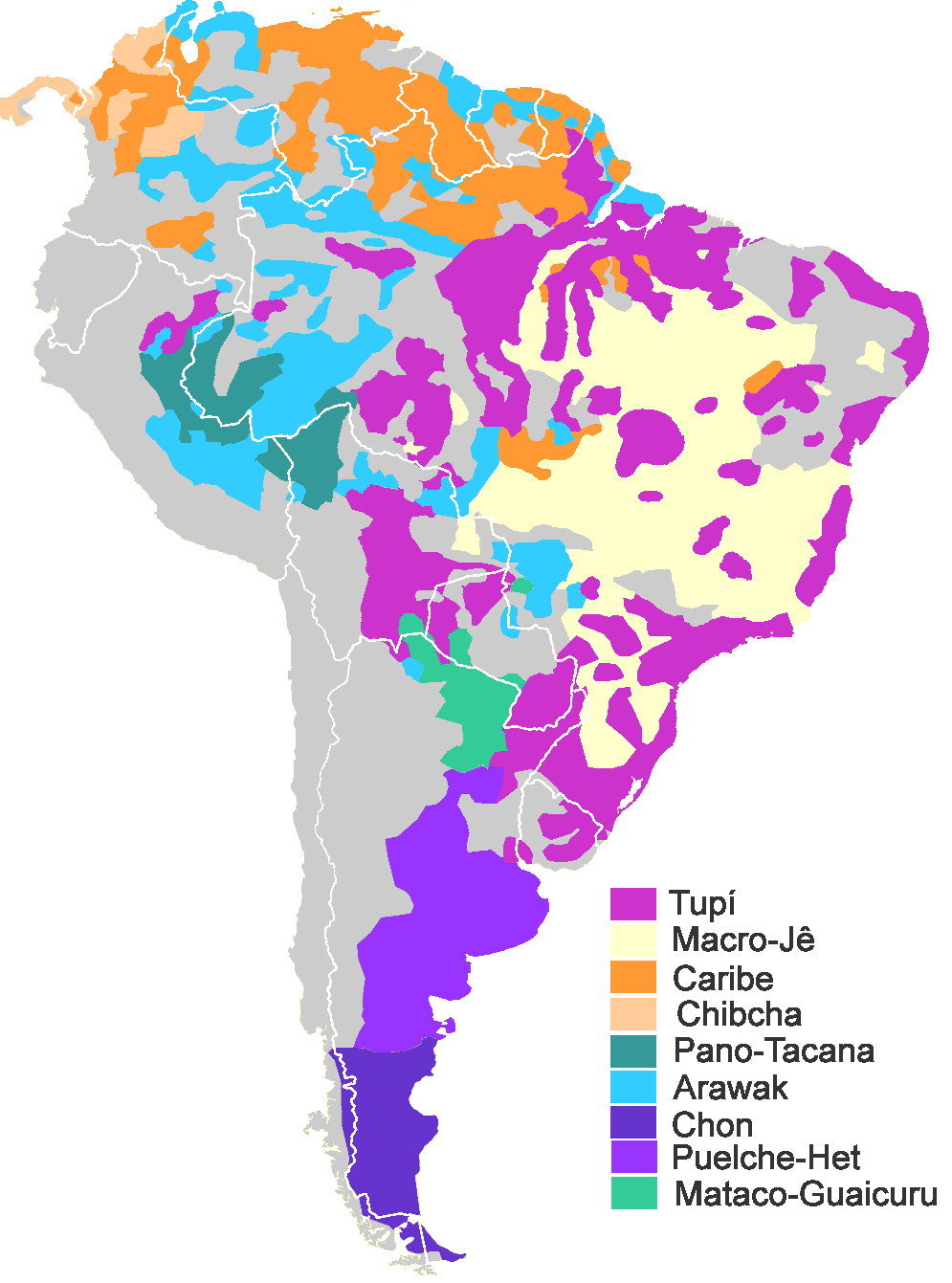
العائلات اللغوية الرئيسية في أمريكا الجنوبية (بخلاف الكيتشوان والأيماران ومابودونغون ، والتي توسعت بعد الفتح الإسباني).

تشمل لغات السكان الأصليين في أمريكا الجنوبية، من بين عدة لغات أخرى، لغات الكيتشوا في بوليفيا وبيرو والإكوادور وبدرجة أقل في الأرجنتين وشيلي وكولومبيا؛ غواراني في باراغواي وبدرجة أقل في الأرجنتين وبوليفيا؛ الأيمارا في بوليفيا وبيرو وبدرجة أقل في تشيلي؛ اللغة الواييويه في شمال كولومبيا وشمال غرب فنزويلا؛ ومابودونغون في جيوب صغيرة في جنوب تشيلي والأرجنتين.
EXA1في بوليفيا، تعد الكيتشوا وأيمارا وتوبي غواراني مسئولين مشاركين إلى جانب الإسبانية. في باراغواي، تشترك غواراني في وضع رسمي مشترك مع الإسبانية. في كولومبيا، لغات المجموعات العرقية في البلاد معترف بها دستوريًا كلغات رسمية في أراضيها؛ يوجد اليوم أكثر من 60 لغة من لغات السكان الأصليين. في الإكوادور، تعتبر اللغة الإسبانية وكيتشوا الشمالية والشوار مسئولة عن العلاقات بين الثقافات. في بيرو، تعتبر لغة الكيتشوا والأيمارا ولغات أصلية أخرى مشتركة في المناطق التي تسود فيها. هناك العديد من اللغات الأخرى التي كان يتم التحدث بها في أمريكا الجنوبية والتي انقرضت اليوم (مثل اللغات المنقرضة في حوض نهر مارانيون).
في البرازيل، هناك حوالي 135 لغة أصلية مؤكدة. المناطق التي بها أكبر عدد من المتحدثين هي شمال وجنوب البرازيل، حيث يوجد تركيز أكبر من السكان الأصليين. يحاول السكان الأصليون الحفاظ على تقاليدهم في وطنهم، بمساعدة المؤسسة الوطنية الهنديه، الوكالة المسؤولة عن حماية السكان الأصليين.
| لغة      | مكبرات الصوت | بلدان                                             |
| -------- | ------------ | ------------------------------------------------- |
| الكيتشوا | 8,900,000    | بيرو، بوليفيا، إكوادور، الأرجنتين، شيلي، كولومبيا |
| غواراني  | 4,900,000    | باراغواي، بوليفيا، الأرجنتين                      |
| ايمارا   | 2,800,000    | بوليفيا، بيرو                                     |

### التصنيف اللغوي لأمريكا الجنوبية
- ماكرو شيبشان
  - شيبشان
    - تشيبشا - دويت، تونيبو، أرهواكو، كونا كويفا، غوايمي-دوراسك، تالامانكا، راما-غواتوسو
    - ميسومالبان، بايا، زينكا، لينكا
    - شيريانا

  - بايزان
    - شوكو، كويكير، أنداكي، بايز كوكونوكو، كولورادو كايابا، واراو، مورا ماتاناوي، جراجيرا، يونكا، أتاكامينو، إيتوناما
- الأنديز الاستوائية
  - الأنديز
    - أونا، Yahgan ، Alacaluf ، Tehuelche ، Puelche ، الأروكانية
    - كيتشوا، أيمارا
    - زبروان
      - أومورانو، كابيلا

    - كاهوابانا
    - ليكو، ثانية، كول، شيبيتو تشولون، كاتاكاو، كولان
    - سيماكو

  - Jibaro-Kandoshi ، Esmeralda ، Cofan ، Yaruro
  - ماكرو توكانوان
    - توكانو
      - أويكسيرا

    - Catuquina ، Ticuna ، Muniche ، Auaque ، Caliana ، Macu ، Yuri ، Canichana ، Mobima
    - بويناف

  - الاستوائية
    - ارواك
      - Chapacura-Uanhaman ، Chamicuro ، Apolista ، Amuesha ، Araua ، أورو

    - توبي
      - أريكويم

    - تيموتي، كاريري، زاموكو، جوايبو-باميغوا، ساليبان، أوتوماكو-تاباريتا، موكوا، تويونيري، يورونيري، تروماي، كايوفافا
- جي بانو كاريب
  - ماكرو جي
    - شركة جنرال الكتريك، Caingang ، Camacan ، Machacali ، بوري، Pataxo ، Malali ، Coropo ، Botocudo ، تشيكيتا، Guato ، Fulnio ، أوتي
    - بورورو
    - كاراجا

  - ماكرو بانوان
    - تاكانا-بانو، Moseten ، Mataco ، ولي، فيللا، Mascoy ، Charrua ، Guaycuru-Opaie

## لغات أخرى

البلديات التي تشارك فيها تاليان في ريو غراندي دو سول ، البرازيل، مظللة باللون الأحمر: بينتو غونسالفيس ، كاكسياس دو سول ، فلوريس دا كونها ، نوفا روما دو سول وسيرافينا كوريه.

البلديات التي تشارك لهجة بوميرانيا الشرقية في إسبيريتو سانتو ، البرازيل: دومينغوس مارتينز ، إيتارانا ، لارانيا دا تيرا، بانكاس ، سانتا ماريا دي جيتيبا وفيلا بافاو.

يتحدث الإيطالية من قبل مجتمعات الأرجنتين والبرازيل وتشيلي وكولومبيا وأوروغواي وبيرو وفنزويلا. 

يستخدم البعض اللغة الألمانية في البرازيل والأرجنتين وغيانا وسورينام وتشيلي وكولومبيا وفنزويلا وبيرو وبوليفيا وباراغواي. 

يتواجد المتحدثون باللغة العربية (معظمهم من أصل لبناني أو سوري أو فلسطيني) في أجزاء من البرازيل وكولومبيا وغيانا وسورينام والأرجنتين وباراغواي وتشيلي (أكبر مستعمرة فلسطينية خارج الشرق الأوسط) وفنزويلا. 

ويلز وتحدثا وكتابة في المدن التاريخية من تريليو وروسون في الأرجنتين باتاغونيا.[بحاجة لمصدر]

هناك مجتمعات صغيرة تتحدث اللغة الكرواتية واليونانية والبولندية والأوكرانية والروسية في البرازيل وشيلي والأرجنتين. 

هناك أيضًا العديد من المتحدثين باسم الروما، الذين نشأوا في أوروبا الشرقية، في جميع أنحاء أمريكا الجنوبية وخاصة في كولومبيا وتشيلي والبرازيل والأرجنتين. 

هناك متحدثون باللغة الرومانية من أوروبا الشرقية، وخاصة في الأرجنتين والبرازيل وتشيلي وكولومبيا، حيث يعيش السكان الرومانيون. 

هناك أيضًا مجموعات صغيرة من المتحدثين اليابانيين في البرازيل وبيرو وبوليفيا (بما في ذلك أوكيناوا من جزيرة أوكيناوا) وكولومبيا وباراغواي والإكوادور. تضم البرازيل حاليًا أكبر جالية يابانية خارج اليابان 
توجد لغات هندوستانية ولغات هندية أخرى بشكل شائع في غيانا وسورينام وغيانا الفرنسية. 

توجد الجاوية بشكل شائع في غيانا وسورينام وغيانا الفرنسية. 

لغة رابا نوي هي أصل بولينيزي توجد في جزيرة إيستر، تشيلي. تم العثور على الماوري أيضًا في جزيرة إيستر. 

تفرض معظم دول أمريكا الجنوبية دراسة منتظمة لواحد أو أكثر من الإنجليزية أو الفرنسية أو الألمانية أو الإيطالية. غالبًا ما يكون لدى هذه البلدان معاهد لغة ثقافية متقدمة لتلك اللغات المعنية متمركزة في مدنها الرئيسية.[بحاجة لمصدر]

في البرازيل، تتمتع اللهجات الإيطالية والألمانية، على وجه التحديد تاليان، وشرق بوميرانيان، وريوجراندنسر هونسروكيش، بوضع رسمي مشترك إلى جانب البرتغالية في حوالي اثنتي عشرة مدينة، وهي مواد إلزامية في المدارس في بلديات أخرى. تضم ساو باولو ، أكبر مدن البرازيل، أعدادًا كبيرة من المتحدثين باللغة الألمانية والإيطالية واليابانية والشرقية.  ولايات سانتا كاتارينا  وريو غراندي دو سول قد تم اعتماد تاليان رسميًا كلغة تراثية في هذه الولايات،  وإسبريتو سانتو له لهجة بوميرانيا الشرقية،  إلى جانب اللغة الألمانية كتراث ثقافي.